# Дено
Дено (итал. Denno) је насеље у Италији у округу Тренто, региону Трентино-Јужни Тирол.
Према процени из 2011. у насељу је живело 1186 становника. Насеље се налази на надморској висини од 431 м.

## Становништво
| 1936. | 1951. | 1961. | 1971. | 1981. | 1991. | 2001. | 2011. |
| ----- | ----- | ----- | ----- | ----- | ----- | ----- | ----- |
| 1.085 | 1.164 | 1.200 | 1.077 | 1.079 | 1.052 | 1.100 | 1.252 |